# 안젤라 클락

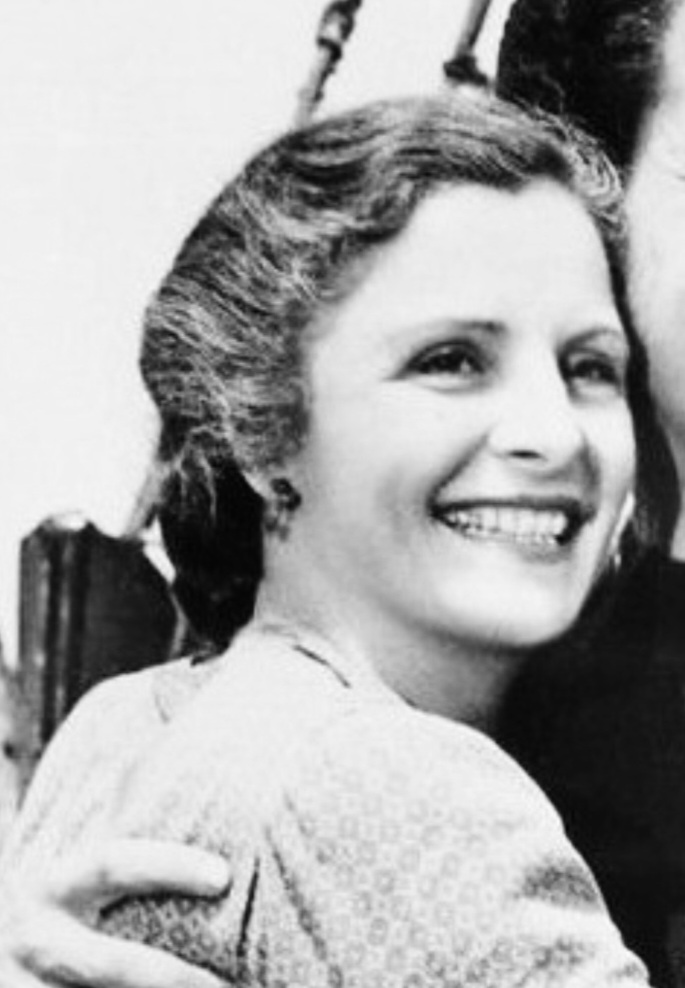

안젤라 클락(Angela Clarke, 1909년 8월 14일 ~ 2010년 12월 16일)은 미국의 배우, 텔레비전 배우, 영화배우, 연극 배우이다.
뉴욕에서 태어났다.

## 영화
- 랜드 앤 프리덤 (1995년)
- 블론드 피스트 (1991년)
- 브란스키의 사랑 도둑 (1990년)
- 아버지의 초상 (1988년)